# Татарско кюфте
Татарско кюфте (на турски език - Tatar köfte) е традиционно балканско ястие, представляващо голямо кюфте, приготвено от различни видове кайма (в зависимост от региона - телешка, агнешка, свинска, смес от телешка и свинска и др.), подправки, кромид лук, хляб, яйце, мляко, кашкавал, гъби, царевица, чушка и др.
Технологията на приготвяне включва след приготвянето на кюфтето, което е омесено със сол, яйцето, накиснат в мляко хляб, то да се оформяни и да се напълни с плънка, направена от млечни продукти и зеленчуци. След приготвяне може да се пече във фурна, да се пържи в маслена баня (преди това трябва да се оваля в брашно) или да се приготви на скара.